# Dorfkirche Nechlin

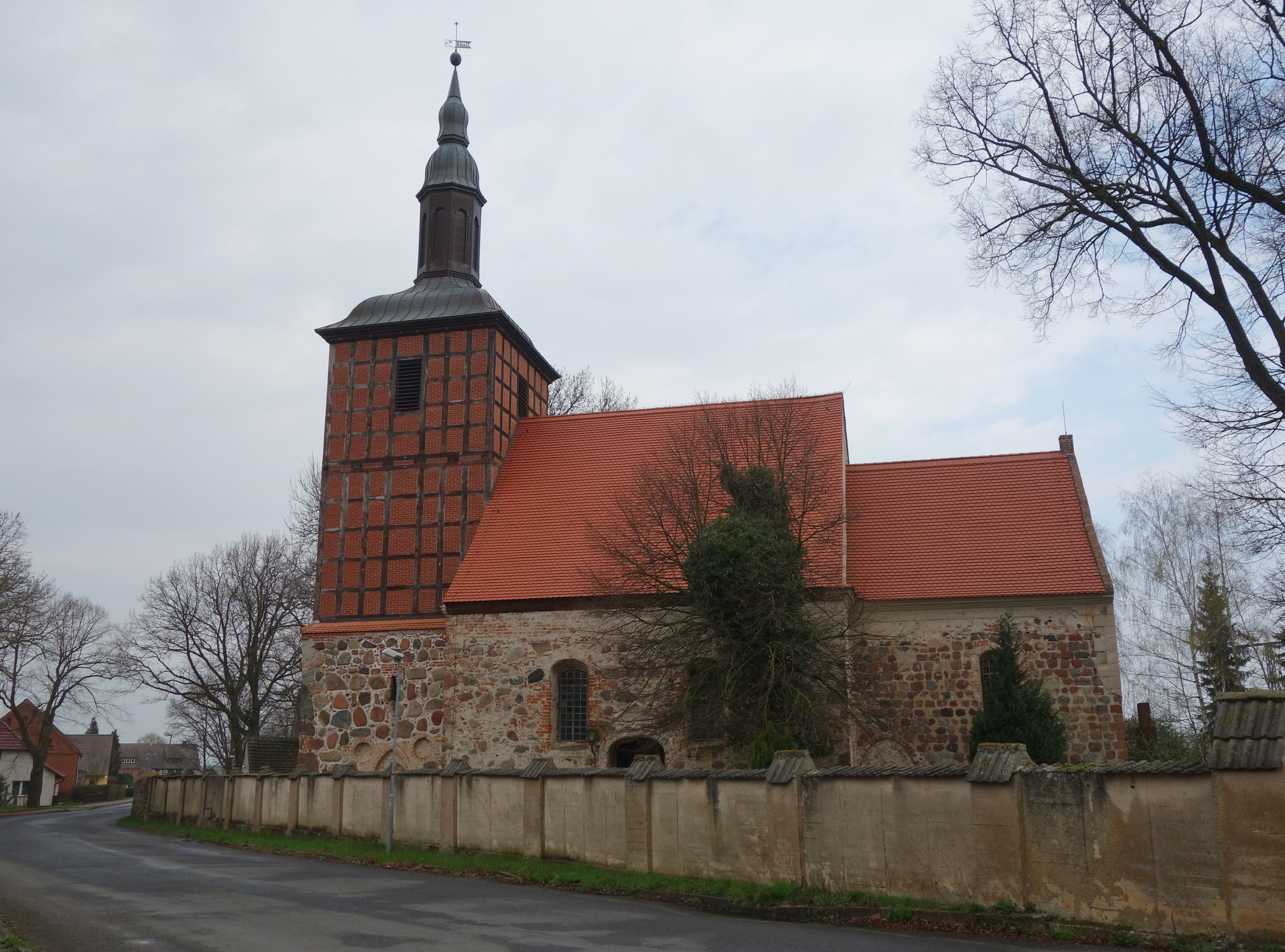
Dorfkirche Nechlin

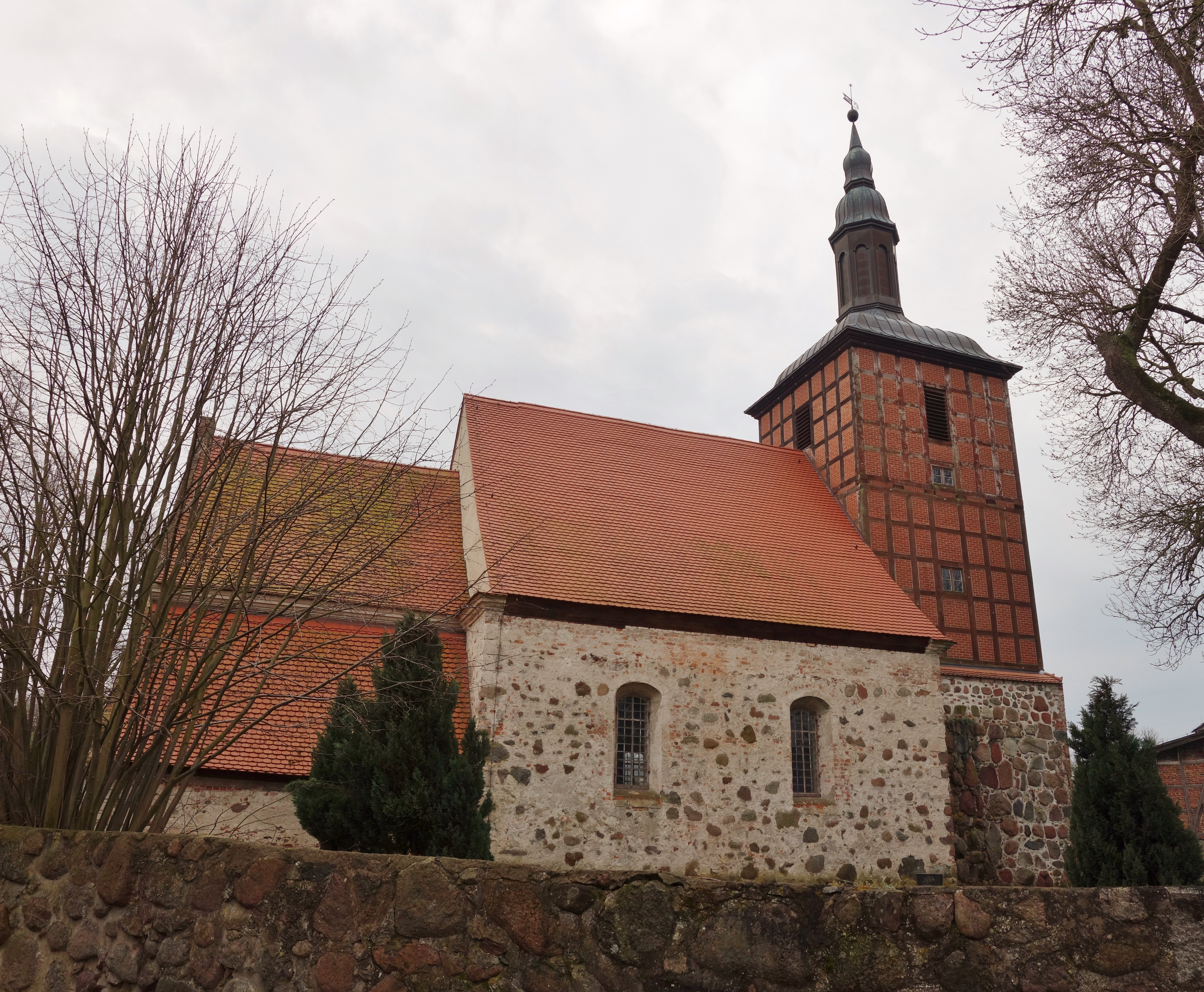
Nordostansicht

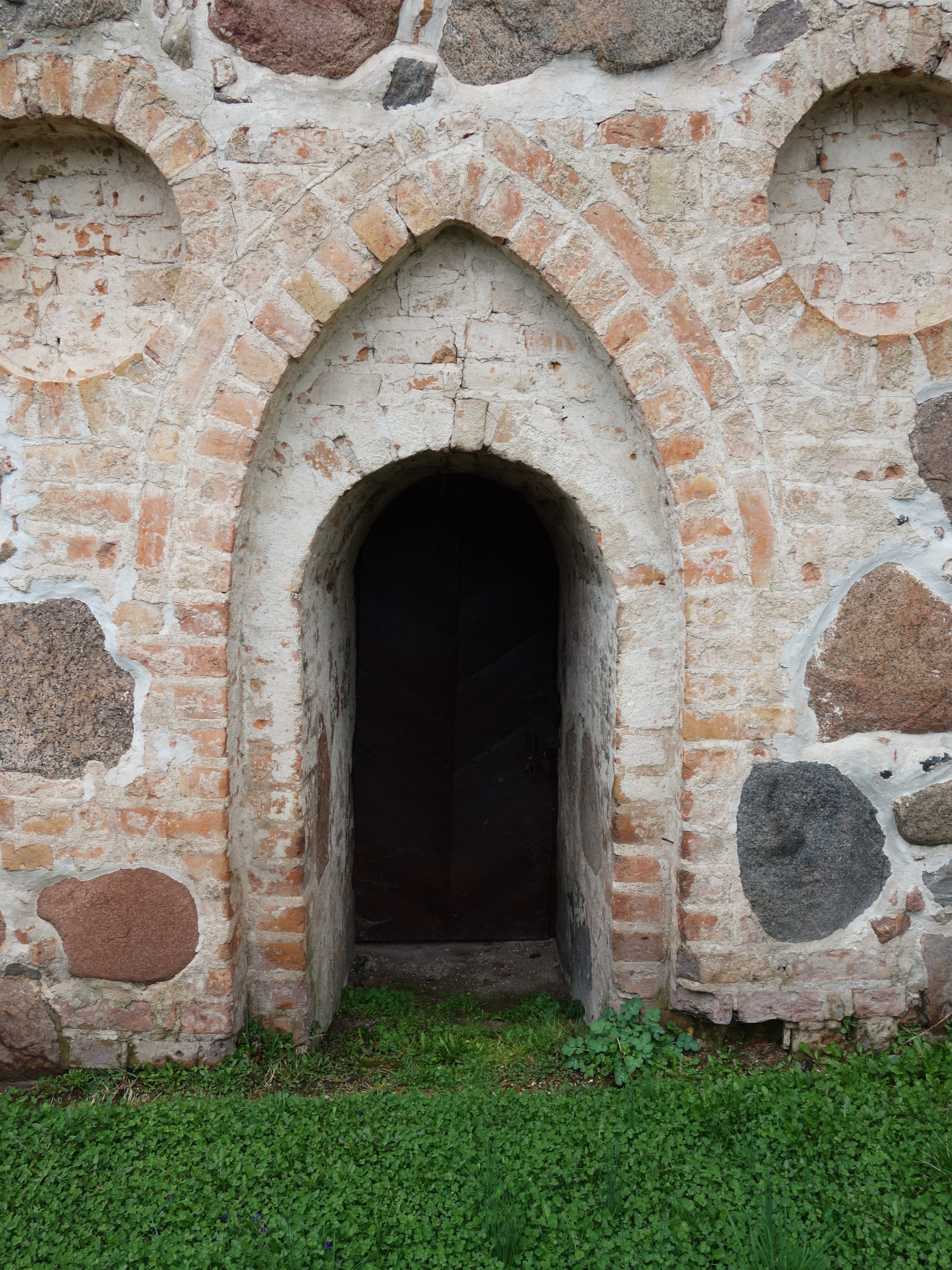
Portal im Turm

Die evangelische Dorfkirche Nechlin ist eine gotische, barock erneuerte Saalkirche im Ortsteil Nechlin der Gemeinde Uckerland im Landkreis Uckermark in Brandenburg. Sie gehört zur Kirchengemeinde Hetzdorf in der Propstei Pasewalk im Pommerschen Evangelischen Kirchenkreis der Evangelisch-Lutherischen Kirche in Norddeutschland (Nordkirche).

## Geschichte und Architektur
Die Kirche ist eine ursprünglich frühgotische Saalkirche mit eingezogenem Rechteckchor aus Feldstein aus der zweiten Hälfte des 13. Jahrhunderts, der quadratische Westturm aus Mischmauerwerk wurde im 14. Jahrhundert angefügt. Das Schiff wurde in den Jahren 1724–1729 nach Brand in Mischmauerwerk erneuert mit stichbogigen Fenstern, einer Eckquaderung aus Putz und einem korbbogigen Südportal mit Dreiecksgiebel; gleichzeitig entstanden die Turmobergeschosse aus Fachwerk mit geschweifter Haube und Laterne. Das Bauwerk wurde 1994 restauriert. Innen schließt eine Putzdecke auf einer Voute den Raum ab; die Westempore und das Gestühl wurden um 1730 geschaffen. 

## Ausstattung
Die barocke Ausstattung stammt aus den Jahren nach 1730. Das Hauptstück ist ein hölzerner Altaraufsatz mit Reliefs des Abendmahls in der Predella und der Kreuzigungsgruppe in einer großen, flachen Segmentbogennische zwischen Pilastern; über dem Gebälk ist eine Strahlensonne, seitlich sind Schnitzwangen angebracht. Der quadratische Korb der hölzernen Kanzel ist mit reichem, farbig gefasstem vegetabilem Schnitzwerk versehen und wird von einem Putto getragen. Die Patronatsloge ist mit Kompositpilaster gegliedert, ein Messingkronleuchter stammt aus dem 18. Jahrhundert.
Die Orgel ist ein Positiv von Ulrich Fahlberg aus dem Jahr 1969 mit drei Registern auf einem Manual ohne Pedal.
Zur Ausstattung gehören außerdem ein silbervergoldeter Kelch mit Patene von 1730 und eine Glocke, die 1724 von Michael Begun aus Friedland gegossen wurde.